# José Enrique Villa Rivera
José Enrique Villa Rivera (Cohuibampo, Ahome, Sinaloa; 27 de febrero de 1955) es un ingeniero químico y funcionario mexicano. Se ha desempeñado como director general del Instituto Politécnico Nacional para dos periodos de 2003 a 2009, como director general del Consejo Nacional de Ciencia y Tecnología de 2011 a 2013 durante las presidencias de Felipe Calderón y Enrique Peña Nieto y como secretario de Educación Pública y Cultura de Sinaloa de 2017 a 2021 durante la gobernatura de Quirino Ordaz Coppel.

## Biografía
Nació el 27 de febrero de 1955 en la localidad de Cohuibampo, en el municipio de Ahome (Sinaloa). Se trasladó a Ciudad de México en 1976, donde estudió Ingeniería Química en la Escuela Superior de Ingeniería Química e Industrias Extractivas (ESIQIE) del Instituto Politécnico Nacional. Asimismo, cuenta con maestría y doctorado en Ciencias Petroleras por el Instituto Francés del Petróleo, con sede en Rueil-Malmaison (Francia). 
Desde su reincorporación al Instituto en 1983 hasta la fecha ha desarrollado actividades profesionales en la planeación, organización y conducción de las políticas de desarrollo de su alma mater, así como en la instrumentación y operación de estrategias y programas de docencia, investigación, extensión y vinculación. 
Dentro del IPN, fue coordinador de Vinculación, jefe de la División de Investigación Científica y Tecnológica y jefe de la División de Estudios de Posgrado e Investigación. De 2001 a 2003 fue el secretario académico del IPN, el segundo cargo más alto de la universidad. 
En 2003 fue designado por el presidente Vicente Fox para ejercer como director general del Instituto Politécnico Nacional para el periodo 2003-2006, mismo para el que fue reelecto por Felipe Calderón para un periodo adicional.
En septiembre de 2008, el pleno de la LVIII Legislatura del Congreso del Estado de Guerrero, acordó designar al doctor José Enrique Villa Rivera como recipiendario de la "Presea Sentimientos de la Nación", máximo galardón que otorga el congreso del Estado de Guerrero a personalidades de todos los ámbitos, destacadas por su labor social, académica, etc. La entrega de esta medalla se llevó a cabo el 13 de septiembre de 2008, en la Catedral de la Asunción de María, durante la Sesión Pública y Solemne por el 195 Aniversario de la instalación del Congreso de Chilpancingo en Chilpancingo, capital del Estado de Guerrero. 
El 11 de marzo de 2010 fue nombrado director general del Instituto Mexicano del Petróleo.
El 9 de marzo de 2011 fue nombrado director general del Consejo Nacional de Ciencia y Tecnología (CONACyT).
El 3 de febrero de 2022 fue investido doctor honoris causa por la Universidad Politécnica de Cataluña.

## Premios y distinciones
Por su amplia trayectoria en la docencia y en el gobierno politécnico se le han otorgado diversos nombramientos y reconocimientos como:
- Miembro de la Academia de Ingeniería de México.
- Miembro de la Academia Panamericana de Ingeniería.
- Director Regional de la Asociación Universitaria Iberoamericana del Posgrado.
- Miembro del Consejo Nacional del Posgrado.
- Miembro de las Comisiones Nacionales para la Evaluación del Posgrado en Ciencias Exactas e Ingeniería del Consejo Nacional de Ciencia y Tecnología (CONACyT), así como de Evaluación de Becarios Internacionales de la misma entidad.
- Miembro de la Comisión Evaluadora de Centros Tecnológicos del CONACyT.
- Miembro de Juntas Directivas del Instituto Mexicano del Petróleo; *Centro de Investigaciones Biológicas del Sureste, en Chiapas; *Centro de Investigación de Alimentos y Desarrollo de Sonora
- Centro de Investigación y Desarrollo Tecnológico de Querétaro.
- Miembro de la Comisión de Vinculación de la ANUIES y del Consejo Regional Metropolitano de la misma Asociación.
- Ganador de la Medalla al Mérito Científico del Consejo Cultural Mundial.
- Merecedor de la Orden Nacional de la Legión de Honor en grado de Caballero por el Gobierno de la República Francesa.

Es doctor honoris causa por el Instituto Nacional de Ciencias Aplicadas (INSA) de Lyon, Francia; por la Universidad Autónoma de Sinaloa (UAS) en México, por la Universidad Nacional de Ingeniería de Nicaragua (UNI) y por la Universidad Politécnica de Cataluña (UPC).